# Hisar-Moschee
Die Hisar-Moschee (türkisch Hisar Camii), auch Hisarönü-Moschee (türkisch Hisarönü Camii) genannt, ist eine Moschee im historischen Geschäftsviertel (Basar) Kemeraltı der türkischen Metropole Izmir. Sie ist die größte Moschee von Izmir.

## Geschichte
Der Bau der Hisar-Moschee begann im Jahr 1592 und dauerte sechs Jahre; 1598 wurde sie eröffnet.  In den Jahren 1813, 1881, 1927 und 1980 mussten Teile der Moschee restauriert werden.

## Namensherkunft
Der Name leitet sich von der Lage der Moschee ab: Hisar kommt aus dem Türkischen und bedeutet Festung; Hisarönü bedeutet vor der Festung und Hisarönü-Camii demnach Moschee vor der Festung. Im Jahr 1872 wurde auf einem Platz hinter der Moschee die Ruine einer Festung abgerissen. Der Name soll an die damalige Festung erinnern.

## Architektur
Bei der Hisar-Moschee handelt es sich um ein Bauwerk der klassischen osmanischen Architektur. Das sechseckige Fundament der Hauptkuppel ist von insgesamt sechs kleineren Kuppeln umgeben. Die Mauern des rechteckigen Hofes tragen je sieben Kuppeln. Im Innenhof befindet sich eine überdachte Brunnenanlage, die zur rituellen Waschung vor dem Gebet (Wuḍūʾ) dient. Die Moschee hat ein Minarett. Das Innere der Moschee wurde mit bedeutenden Werken osmanischer Kalligraphie verziert.

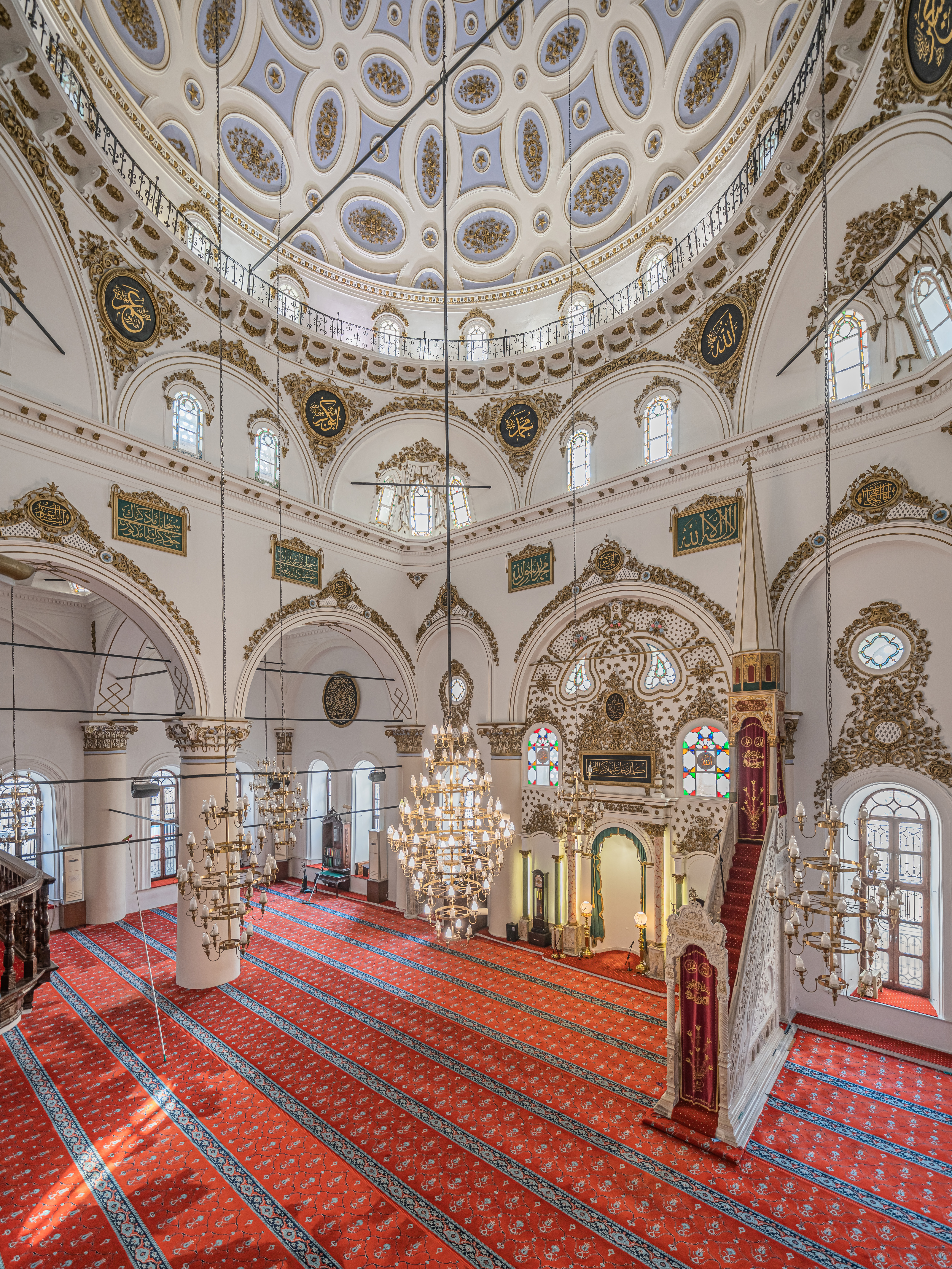
Innenansicht
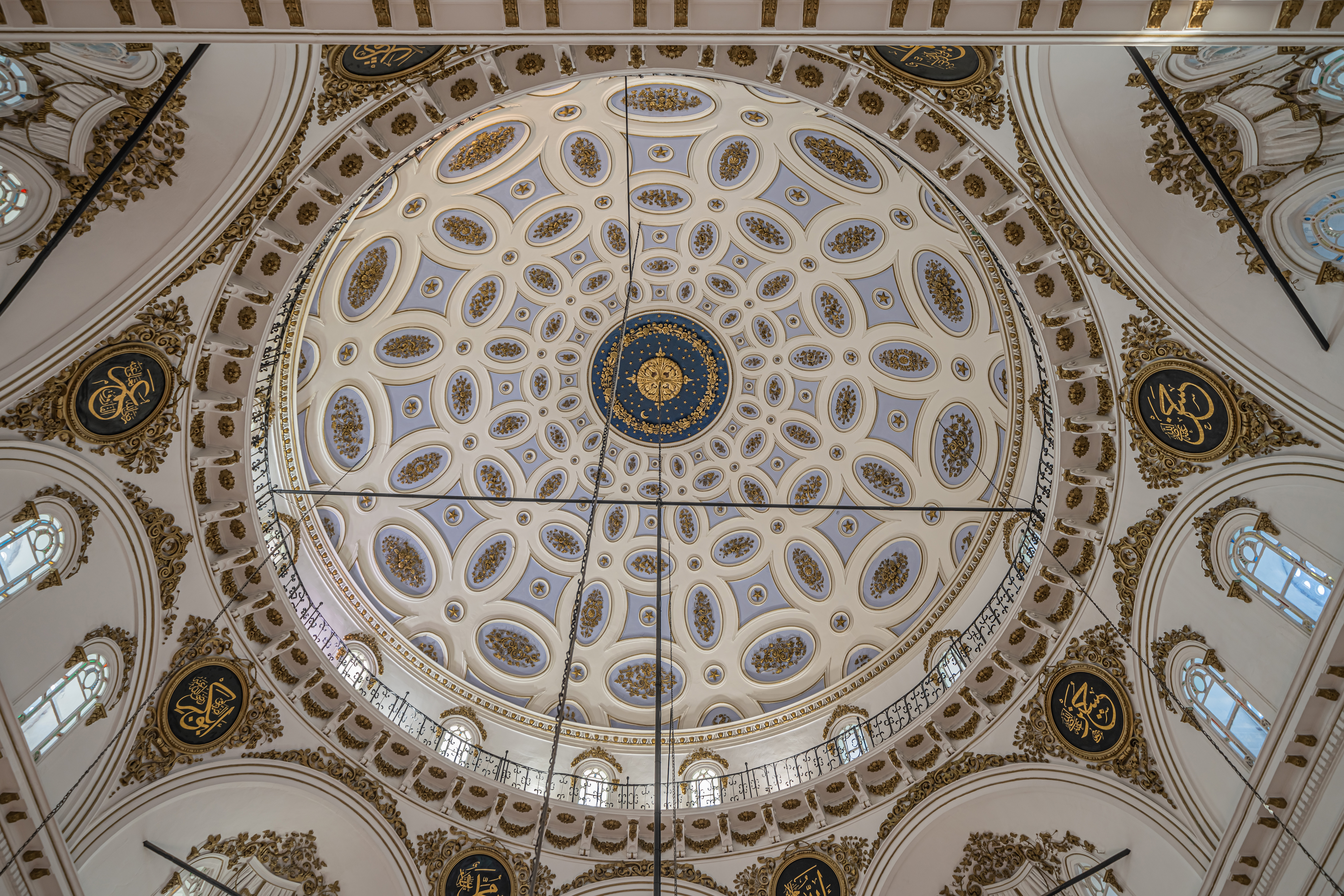
Interieur der Kuppel